# سیارک ۶۱۵۴
سیارک ۶۱۵۴ (به انگلیسی: 6154 Stevesynnott، نامگذاری:1990QP1) شش هزار و صد و پنجاه و چهارمین سیارک کشف شده‌است که در ۲۲ اوت ۱۹۹۰ کشف شد.
قدر مطلق سیارک برابر ۱۳٫۸۰ است.